# Europagymnasium Walther Rathenau

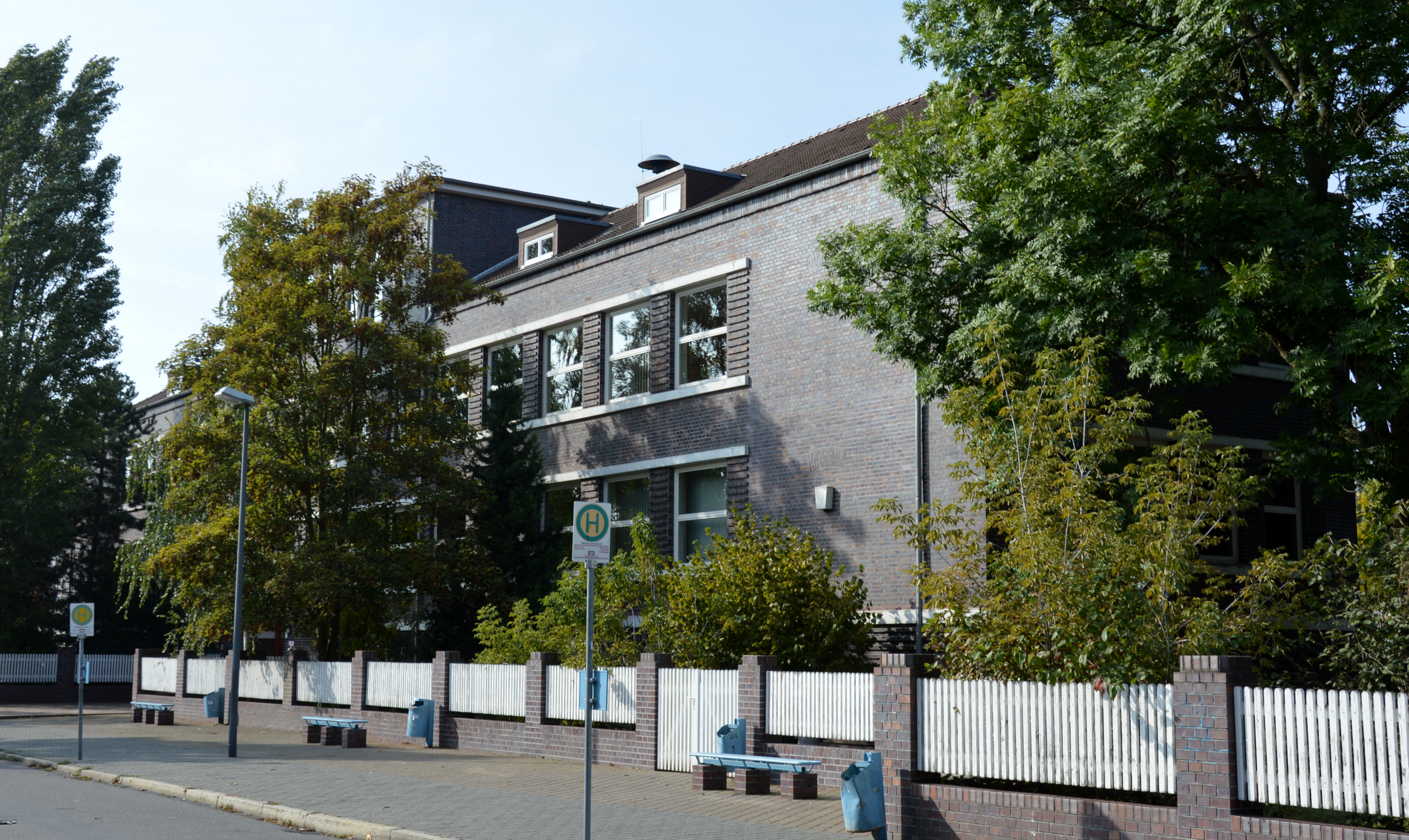
Europagymnasium Walther Rathenau Bitterfeld

Das Europagymnasium Walther Rathenau ist ein Gymnasium in Bitterfeld-Wolfen in Sachsen-Anhalt, das nach Walther Rathenau benannt ist. Teile des Schulkomplexes stehen unter Denkmalschutz, im örtlichen Denkmalverzeichnis ist das Haus 1 der Schule unter der Erfassungsnummer 094 17607 als Baudenkmal eingetragen.

## Lage
Die Schule befindet sich im Stadtzentrum von Bitterfeld auf dem Eckgrundstück Saarstraße 15 / Binnengärtenstraße.

## Bau- und Nutzungsgeschichte
Am 24. Mai 1929 beauftragte die Stadt Bitterfeld den Architekten Johannes Reuter mit dem Bau einer katholischen Schule. Der tatsächliche Baubeginn erfolgte dann am 21. Oktober 1930. Da die von der Stadt bereitgestellte Bausumme von 370.000 Reichsmark (nach heutigem Geldwert etwa 1.640.000 Euro) nicht ausreichte, stellte das Unternehmen I.G. Farben einen Kredit bereit. Es kam zu Bauverzögerungen, bis dann letztlich am 22. Juli 1933 die Bauarbeiten abgeschlossen waren.
Es entstand ein breit gelagertes zweigeschossiges Schulhaus aus dunkelroten Bitterfelder Ziegeln. Markant sind die großen Fensteröffnungen, die für eine ausreichende Beleuchtung sorgen sollten. Auf dem Dach sitzt in der Mitte der Fassade ein Dachhecht mit großen Rundbogenfenstern. Die ursprüngliche Inneneinrichtung ist zum Teil bis heute erhalten.
Schlüsselübergabe und Einweihung als katholische Volksschule fanden um 11.00 Uhr am 1. August 1933 statt. Der Unterricht begann mit fünf Lehrern und etwa 240 Schülern.
Im Zuge der durch das nationalsozialistische Regime ab 1938 betriebenen Schließung katholischer Schulen, wurde die Schule am 1. April 1940 aufgelöst und die Schüler an staatliche Schulen verwiesen. Bedingt durch den Zweiten Weltkrieg stellten alle Bitterfelder Schulen im April 1945 den Schulbetrieb ein und nahmen ihn erst nach etwa einem halben Jahr wieder auf.
Im Jahr 1938 wurde seitens der Stadt Bitterfeld das heutige Haus 2 westlich des Schulgebäudes (Haus 1) als Berufsschule mit 30 Klassenräumen in Auftrag gegeben. Die Kosten wurden auf 1,27 Millionen Reichsmark veranschlagt (nach heutigem Geldwert etwa 6.650.000 Euro). Als Bauzeit war zunächst die Zeit vom 1. Oktober 1938 bis 1. Juli 1940 vorgesehen. Der Bau wurde jedoch kriegsbedingt nicht aufgenommen. Erst 1950 erfolgte die Grundsteinlegung, die Bauarbeiten des ersten Bauabschnitts zogen sich bis 1952 hin. Geheizt wurde zunächst mit einer Dampflokomotive, bis dann 1952/1953 mit Fertigstellung des zweiten Bauabschnitts auch ein Heizungskeller und Brennstoffbunker fertiggestellt wurden. Der erste Direktor der Berufsschule hieß Dänhardt.
In den 1950er Jahren wurde die ehemalige Volksschule im Haus 1 als Oberschule II geführt. Nach Aufhebung der Geschlechtertrennung wurden sowohl Jungen als auch Mädchen unterrichtet. In der 10. Klasse erreichten die Schüler die Mittlere Reife und legten in der 12. Klasse das Abitur ab. Parallel hierzu erfolgte eine Berufsausbildung die mit einem Facharbeiterabschluss endete. Später entfiel die Berufsausbildung und wurde durch das Fach Wissenschaftlich-praktische Arbeit (WPA) ersetzt.
Da das Gebäude dem steigenden Platzbedarf nicht mehr genügte, wurden 1965 zwei Pavillons mit acht Räumen errichtet, die für mathematisch-naturwissenschaftliche Fächer genutzt wurden.
Im Jahr 1972 erhielt die Schule den Namen Erweiterte Oberschule „Ernst Thälmann“. Bis 1986 war der Maler Ernst Thronicke Kunstlehrer an der Schule.
1992 zog die Berufsschule aus dem Haus 2 aus, das Gebäude wurde fortan von der jetzt als Gymnasium betriebenen ehemaligen Oberschule genutzt. Da der Platzbedarf damit jedoch nicht befriedigt war, wurde nördlich von Haus 2 als weiteres Gebäude Haus 3 errichtet. Die Grundsteinlegung für den 60 Meter langen und 23 Meter breiten Bau erfolgte am 29. September 1993 bei Anwesenheit des Kultusministers Werner Sobetzko und des Landrats Thiel. Die Bauzeit betrug etwa ein Jahr, die Kosten beliefen sich auf sieben Millionen DM (nach heutigem Geldwert etwa 6.100.000 Euro). Es entstanden sieben Klassenräume, fünf Fachkabinette und ein Hörsaal. Nach Fertigstellung wurde das Haus für den mathematisch-naturwissenschaftlichen Unterricht genutzt. Am 7. November 1994 erfolgte die Einweihung bei Anwesenheit des Landrats Tischer. Die Pavillons wurden abgerissen.
Anfang des Jahres 1997 wurde mit der Sanierung des Hauses 1 begonnen, die im Januar 1998 abgeschlossen war. Die Arbeiten kosteten 3,3 Millionen DM (nach heutigem Geldwert etwa 2.900.000 Euro) und führten den Schulbau auf seine ursprüngliche Gestaltung zurück. Das Gebäude dient heute vor allem den Unterricht in den Fächern Kunsterziehung und Musik.
Am 26. März 2012 besuchte der Kultusminister Stephan Dorgerloh das Gymnasium. Inhalt der Gespräche war ein geplanter weiterer Neubau. Nach Problemen mit der Bewilligung von Fördermitteln fand am 22. Mai 2014 der Erste Spatenstich für einen Verbindungsbau zwischen Haus 1 und Haus 2 entlang der Saarstraße statt. Dieses Haus 4 wurde am 26. Oktober 2015 eingeweiht. Dieses Gebäude beherbergt auch den zentralen Eingangsbereich des Schulkomplexes. Darüber hinaus entstanden fünf Fachräume, Vorbereitungsräume, Kursräume, eine Mensa, eine Küche, Bibliothek und eine Bühne sowie ein zentrales Lehrerzimmer.